# Autoroute A3 (Suisse)
Pour les articles homonymes, voir Autoroute A3.
L'autoroute A3 est une autoroute de Suisse. Elle permet notamment de relier Bâle à la vallée du Rhin, via Zürich et la vallée de la Linth.

## Itinéraire

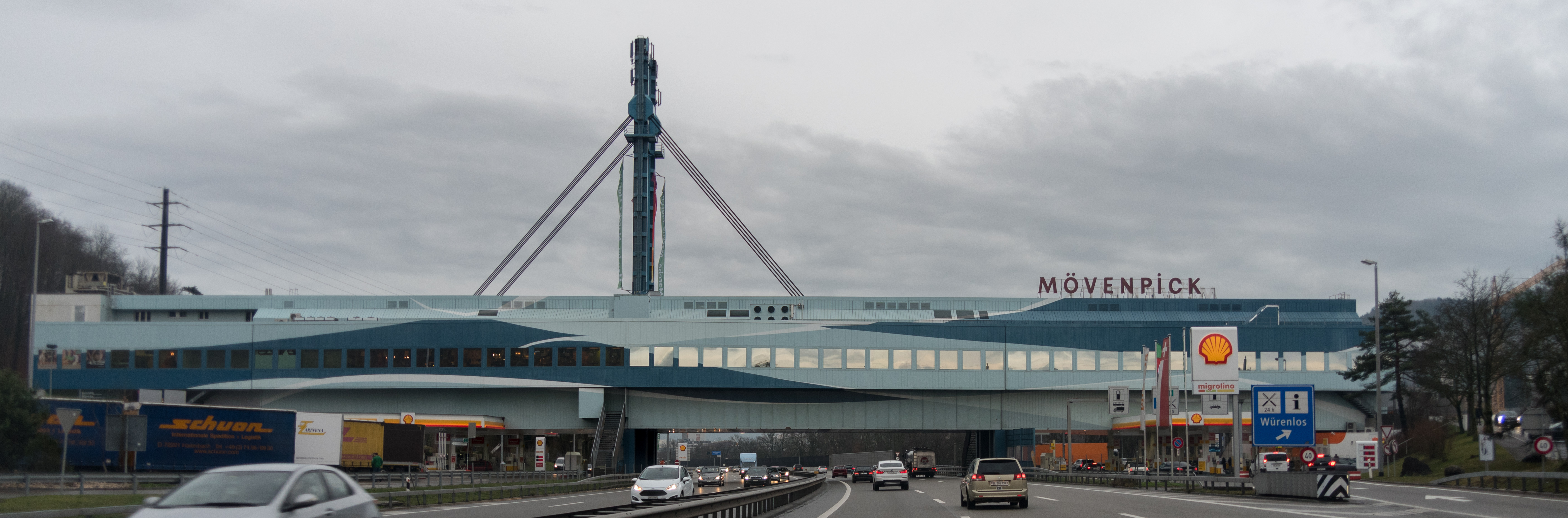
Le restoroute de Würenlos.

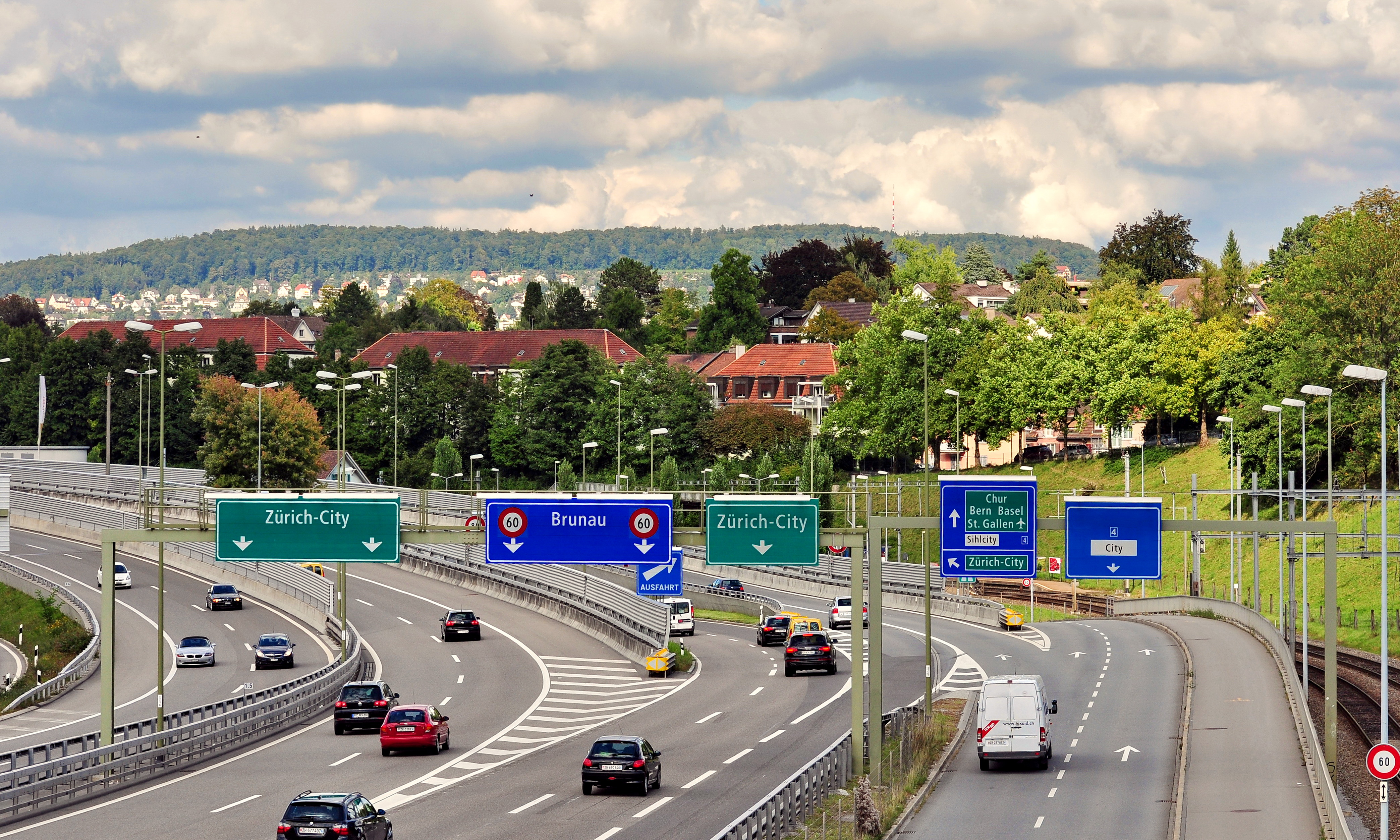

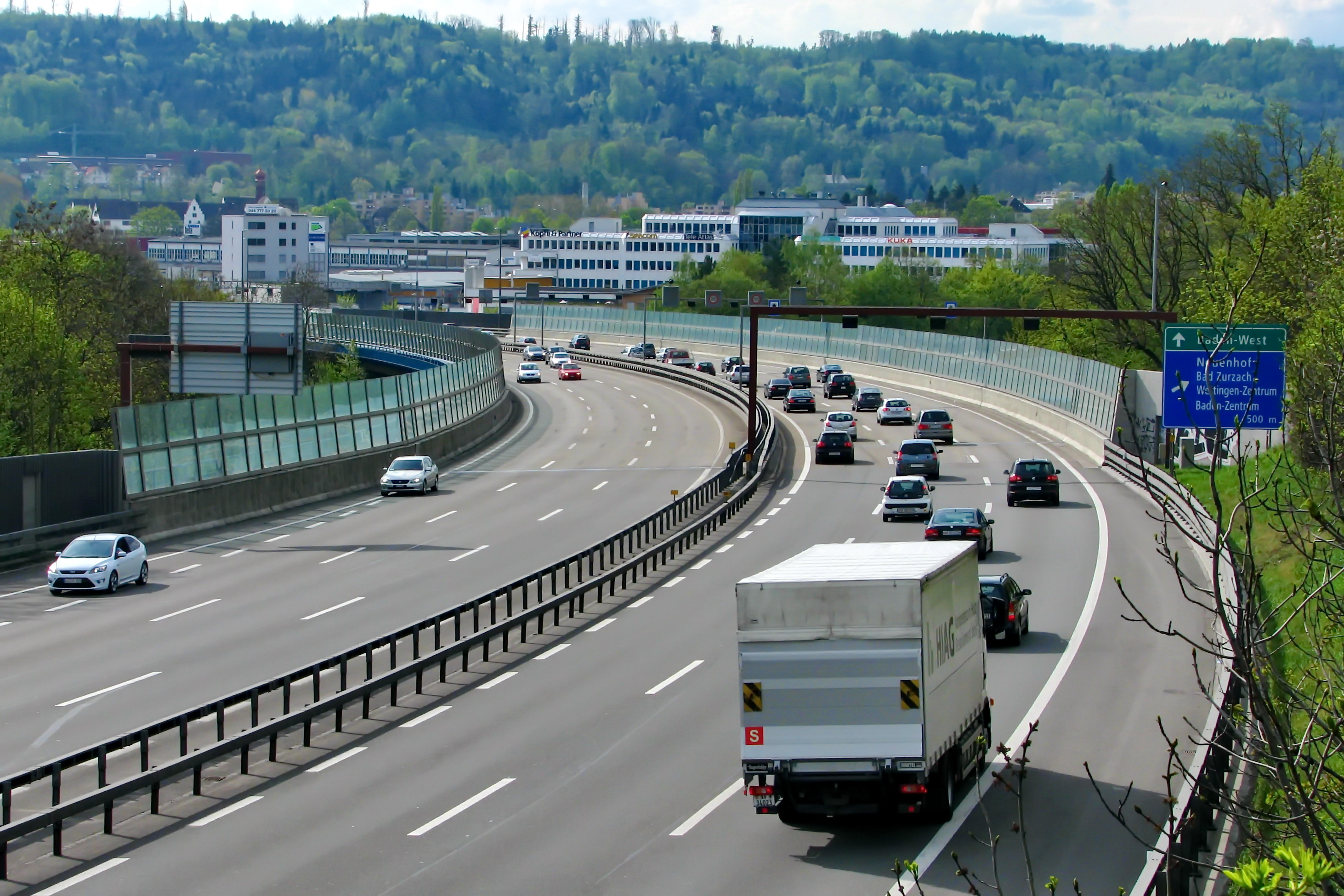
L'A1 et l'A3 à Wettingen.

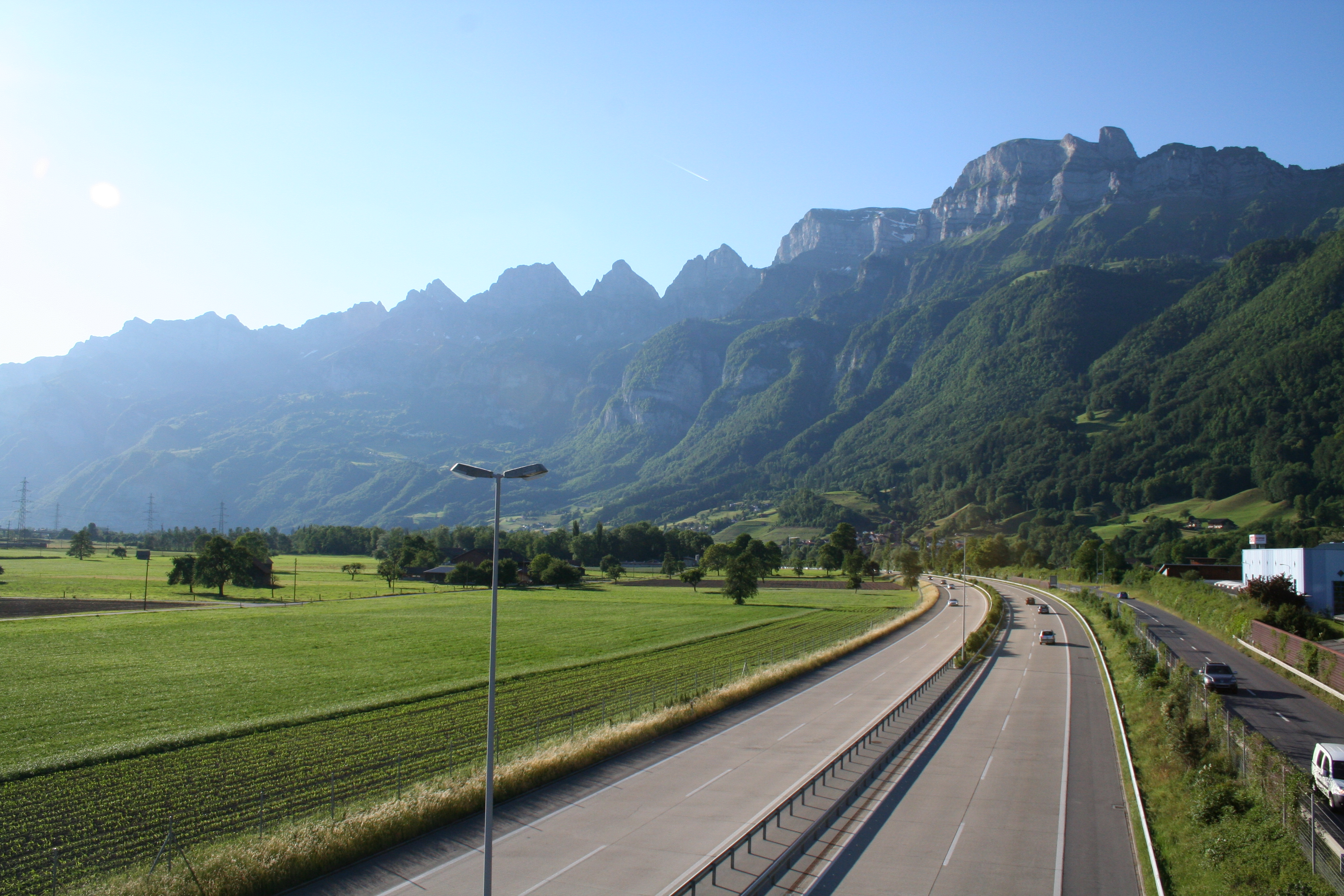
L'A3 proche de Walenstadt.

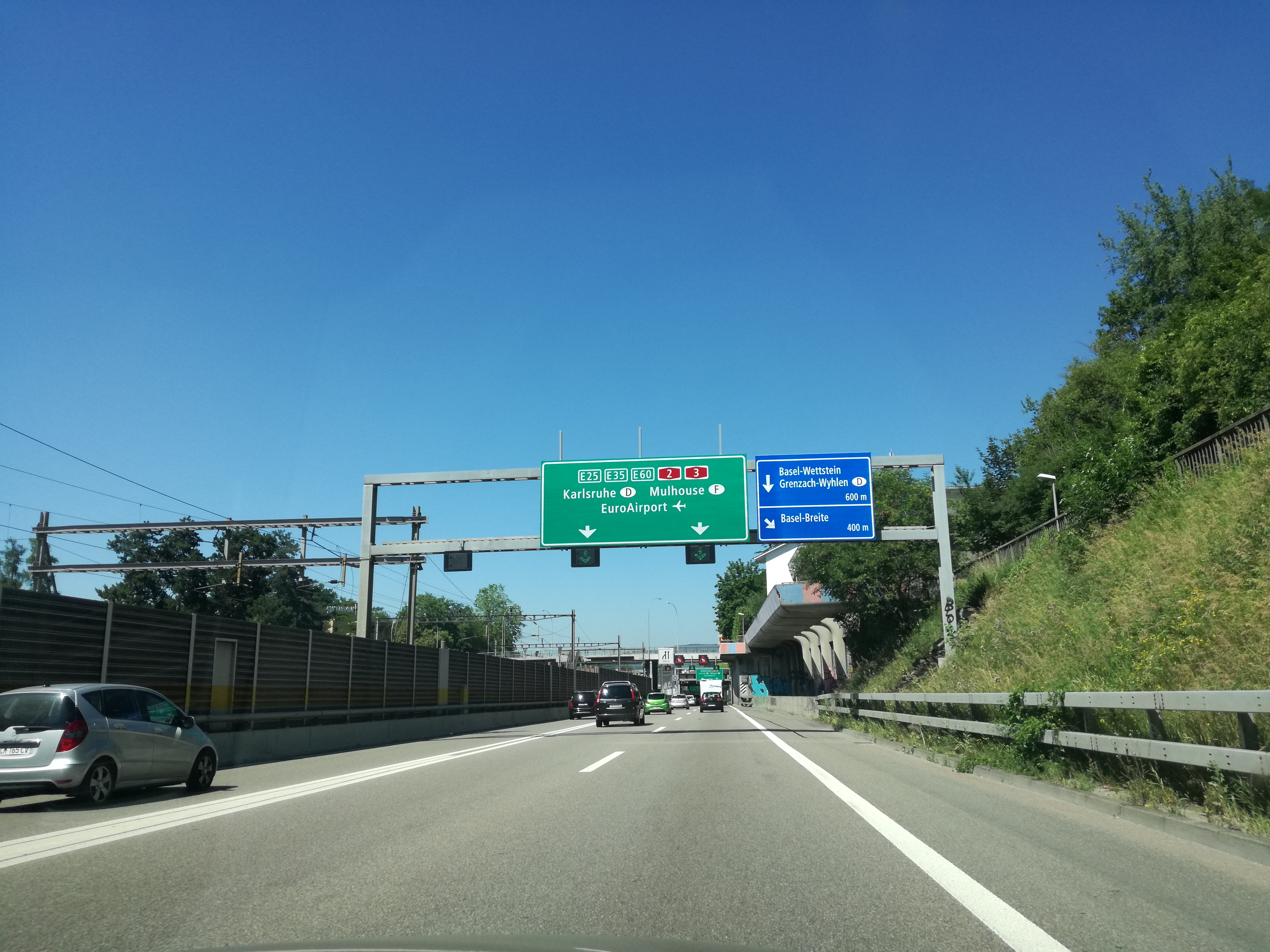
L'A2 et l'A3 à Bâle

Elle relie la frontière française à Bâle à l'autoroute A13 près de Sargans, dans le canton de Saint-Gall.
De Bâle à Sargans, l'autoroute A3 est d'une longueur de 180 km.
|                 | N°  | km | Nom                               | Directions                                                                       | Remarques |
| --------------- | --- | -- | --------------------------------- | -------------------------------------------------------------------------------- | --------- |
| Poste de douane |     |    | Douane Bâle/St-Louis              | autoroute française A35 E 35 E 60 vers Mulhouse                                  |           |
| Sortie          | 1   |    | Basel Euro-airport                | Basel Euro-airport, Kannenfeld, Allschwil, Zoo, Z.I. St. Johann (demi-jonction), |           |
| Sortie          | 2   |    | Bretelle de Basel Kannenfeld      | Bretelle de Basel Kannenfeld, , Allschwil (demi-jonction)                        |           |
| Sortie          | 3   |    | Basel Sankt Johann                | Basel Sankt Johann, , (demi-jonction)                                            |           |
| Sortie          | 4   |    | Basel Klybeck                     | Basel Klybeck, (demi-jonction)                                                   |           |
| Sortie          | 5   |    | Basel Nord / Kleinhüningen        | Basel Nord / Kleinhüningen, Riehen, Lörrach (D), , (demi-jonction)               |           |
| Échangeur       | 5   |    | Basel Basel Wiese                 | E35                                                                              |           |
| Sortie          | 6   |    | Basel Bad Bahnhof                 | Basel Bad Bahnhof, Lörrach (D), Riehen                                           |           |
| Sortie          | 7   |    | Basel Wettstein                   | Basel Wettstein,                                                                 |           |
| Sortie          | 8   |    | Basel Ost/Breite                  | Basel Ost/Breite, Birsfelden, 317                                                |           |
| Sortie          | 9   |    | Basel Süd/City                    | Basel Süd/City, ,                                                                |           |
| Échangeur       | 10  |    | Basel St.Jakob/Hagenau            |                                                                                  |           |
| Sortie          | 11  |    | Pratteln                          | Pratteln, Schweizerhalle, Auhafen,                                               |           |
| Restoroute      |     |    | Aire d'autoroute de Pratteln (de) |                                                                                  |           |
| Sortie          | 12  |    | Liestal                           | Liestal, Augst,                                                                  |           |
| Échangeur       | 13  |    | Augst                             | Bâle/Lörrach (D) -Luzern-Chiasso                                                 |           |
| Sortie          | 14  |    | Rheinfelden                       | Rheinfelden,                                                                     |           |
| Sortie          | 15  |    | Rheinfelden - Ost                 | Rheinfelden - Ost, Ribburger Strasse, 275, 541                                   |           |
| Sortie          | 16  |    | Eiken                             | Eiken, 294, 294.1                                                                |           |
| Sortie          | 17  |    | Frick                             | Frick,                                                                           |           |
| Sortie          | 18  |    | Effingen                          | Effingen, Bahnhof Strasse                                                        |           |
| Sortie          | 19  |    | Brugg                             | Brugg, 280                                                                       |           |
| Échangeur       | 20  |    | Birrfeld                          | E60                                                                              |           |
| Sortie          | 21  |    | Baden-West                        | Baden-West, 296.1                                                                |           |
| Sortie          | 22  |    | Neuenhof                          | Neuenhof, , 278                                                                  |           |
| Sortie          | 23  |    | Wettingen - Ost                   | Wettingen - Ost, Neuenhof , Land Strasse 297                                     |           |
| Restoroute      |     |    | Aire d'autoroute de Würenlos (de) |                                                                                  |           |
| Sortie          | 24  |    | Spreitenbach                      | Spreitenbach,                                                                    |           |
| Sortie          | 25  |    | Dietikon                          | Dietikon, Dietikon - centre via Muntschenen Strasse                              |           |
| Échangeur       | 26  |    | Limmattaler kreuz                 | E60                                                                              |           |
| Sortie          | 27  |    | Urdorf-Nord                       | Urdorf-Nord,                                                                     |           |
| Sortie          | 28  |    | Urdorf-Süd                        | Urdorf-Süd, 381.2                                                                |           |
| Sortie          | 29  |    | Utikon                            | Utikon, 382.2                                                                    |           |
| Sortie          | 30  |    | Birmensdorf                       | Birmensdorf                                                                      |           |
| Sortie          | 30a |    | Wettswill am Albis                | Wettswill am Albis                                                               |           |
| Échangeur       | 31  |    | Zürich-West                       | E41                                                                              |           |
| Échangeur       | 32  |    | Zürich-Süd                        |                                                                                  |           |
| Sortie          | 33  |    | Wollishofen                       | Wollishofen, 383                                                                 |           |
| Sortie          | 34  |    | Thalwil                           | Thalwil, 383.1                                                                   |           |
| Sortie          | 35  |    | Horgen                            | Horgen, 341                                                                      |           |
| Sortie          | 36  |    | Wädenswil                         | Wädenswil, 338                                                                   |           |
| Restoroute      |     |    | Herrlisberg                       |                                                                                  |           |
| Sortie          | 37  |    | Richterswil                       | Richterswil, 388                                                                 |           |
| Sortie          | 38  |    | Wollerau                          | Wollerau, 389                                                                    |           |
| Restoroute      |     |    | Fuchsberg                         |                                                                                  |           |
| Sortie          | 39  |    | Schindellegi                      | Schindellegi,                                                                    |           |
| Sortie          | 40  |    | Pfäffikon                         | Pfäffikon,                                                                       |           |
| Sortie          | 41  |    | Lachen                            | Lachen,                                                                          |           |
| Sortie          | 42  |    | Reichenburg                       | Reichenburg, direction Zumikon - Uster - Zurich                                  |           |
| Sortie          | 43  |    | Bilten                            | Bilten, 427.1                                                                    |           |
| Restoroute      |     |    | Glarnerland                       |                                                                                  |           |
| Sortie          | 44  |    | Niederurnen                       | Niederurnen, via Zubringer Strasse                                               |           |
| Sortie          | 45  |    | Weesen                            | Weesen                                                                           |           |
| Restoroute      |     |    | Walensee                          |                                                                                  |           |
| Sortie          | 46  |    | Mühlehorn                         | Mühlehorn                                                                        |           |
| Sortie          | 47  |    | Murg                              | Murg,                                                                            |           |
| Sortie          | 48  |    | Wallenstadt                       | Wallenstadt,                                                                     |           |
| Sortie          | 49  |    | Flums                             | Flums,                                                                           |           |
| Sortie          | 50  |    | Sargans                           | Sargans, 439                                                                     |           |
| Échangeur       |     |    | Saarganserland                    | direction Sankt Margrethen, Bellinzona                                           |           |

### Bretelles
- Bretelle de Bâle-Kannenfeld : directions Bâle-Kannenfeld, Allschwil (demi-jonction),
- Bretelle de Rheinfelden : directions , , frontière CH/D à Rheinfelden
- Bretelle de Uitikon : directions 382.2
- : Bretelle de Zurich-Wiedikon : A3 à Zurich-Sud - Zurich-Wiedikon.

## Ouvrages d'art
- St. Johanntunnel (650 m)
- Dreirosenbrücke (226 m)
- Horburgtunnel (1 090 m)
- Schwarzwaldtunnel (560 m)
- Schwarzwaldbrücke (233 m)
- Prattelertunnel (148 m) (dans le sens Bâle → Lucerne)
- Singertunnel (320 m) (voie de sortie vers Basel Gellert/City)
- Oberertunnel (150 m) (voie de sortie vers Basel Gellert/City)
- Prattelntunnel (900 m)
- Schweizerhalletunnel (1 028 m)
- Bözbergtunnel (3 700 m)
- Schinznacherfeldtunnel (450 m)
- Aaretalbrücke-Schinznach (1 210 m)
- Habsburgtunnel (1 540 m)
- Bareggtunnel (de) (1 080 m)
- Neuenhoftunnel (150 m)
- Limmatbrücke (555 m)
- Niederurdorf-Honerettunnel (450 m)
- Eggraintunnel (480 m)
- Ristettunnel (448 m / 352 m) (voie de sortie vers Uitikon)
- Reppischtalbrücke (210 m)
- Hafnerbergtunnel (1 385 m)
- Lunnerentalbrücke (130 m)
- Aeschertunnel (2 160 m)
- Uetliebergtunnel (4 410 m)
- Sihlbrückenviadukt
- Entlisbergtunnel (550 m)
- Blatttunnel (510 m)
- Altendorftunnel (600 m)
- Kerenzertunnel (5 760 m) (Tunnel unidirectionnel dans le sens Zürich → Coire)
- Ofeneggtunnel (370 m) (Tunnel unidirectionnel dans le sens Coire → Zürich)
- Weisswandtunnel (1 100 m) (Tunnel unidirectionnel dans le sens Coire → Zürich)
- Standenhorntunnel (460 m) (Tunnel unidirectionnel dans le sens Coire → Zürich)
- Glattwandtunnel (160 m) (Tunnel unidirectionnel dans le sens Coire → Zürich)
- Mühlehorntunnel (300 m) (Tunnel unidirectionnel dans le sens Coire → Zürich)
- Stutztunnel (180 m) (Tunnel unidirectionnel dans le sens Coire → Zürich)
- Murgwaldtunnel (1 420 m)
- Sitenstudenwaldbrücke (666 m)
- Quartentunnel (1 339 m)
- Frattentunnel (320 m)
- Hoftunnel (560 m)
- Raischibetunnel (800 m)
- Seezbrücke (830 m)